# 南泉战役
南泉战役，也称重庆战役，是第二次国共内战中，中国共产党领导的中国人民解放军南下部队与中华民国国军发生的最后一场攻打特大城市的战役。

## 背景
1949年10月，刘伯承，邓小平率领的中国人民解放军第二野战军为主力的西南部队攻入贵州，整个西南地区最重要的城市重庆便成为了國共战争中国军控制的最后一座特大型工业城市。守衛重慶的国军兵力有川陕甘边区绥靖公署主任胡宗南部从成都平原勞師行軍到達重慶的3個兵團，西南军政长官公署长官张群部5个兵团等部，总计37个军约45万人。

## 战役进程

### 第一阶段
- 1949年11月7日，中国人民解放军第二野战军3兵团全面进攻宋希濂部川东防线，攻克川东南门户秀山县。
- 11月11日攻克酉阳县、建始县、恩施县，并分路11日占领咸丰县、12日攻克黔江县，11月21日进入彭水县，在涪陵县重创宋希濂主力第2军9师，22日涪陵县被攻克。自此重庆已经危在旦夕。

### 第二阶段
- 11月24日，解放军开始发起对重庆主城区的攻击。在南温泉一线，解放军与胡宗南嫡系第一军展开残酷的拉锯战。解放军11军损失惨重，被迫停止攻击南温泉。
- 11月26日，解放军转向重庆外围发起冲击。第二野战军第12军103团再次南泉激战三天，吸引了国军主力注意力，但国军顽强的抵抗依旧造成解放军3,000人以上的伤亡。在解放军久攻不下再次撤离南泉战场的同时，遭受沉重打击的胡宗南部167师亦弹尽粮绝退出南泉。
- 11月27日，第12军35师攻占綦江县进入江津县，迂回重庆主城区。此时，解放军对重庆主城区已形成东、西、南三面合围之势。国军开始撤退，同日，重庆城中发生大火，全城大半被毁。关押于渣滓洞、白公馆的政治犯被屠杀，只有极少数人脱险，史称“重庆一一·二七大屠杀”。

### 第三阶段
- 11月28日，解放军第三兵团和第47军将宋希濂部3万余人歼灭于南川县，并重庆外围歼灭胡宗南的国军第1军一部。
- 11月29日，中國國民黨總裁蒋介石安排對全重庆市兵工厂、发电厂、钢铁厂等许多个重要基礎設施实施破坏，30日凌晨6时，在重庆白市驿机场乘机自重庆飛往成都。
- 11月30日，解放军发起对渝中半岛的总攻。47军从朝天门，11军从南纪门、储奇门、南坪攻入市区，攻占重庆。[1]。

## 总结
南泉战役以解放军占领重庆告终，国军退出永久陪都重庆后，无论是军事上还是政治舆论上都已经宣布其在大陆的势力基本灭亡。
但解放军在南泉的重大伤亡，在战役结束的很多年后，自己亦是四川人（巧合的是刘的出生地开县在数十年后亦划入新的重庆直辖市）的总指挥刘伯承元帅依然对此作出了检讨，认为是眼光局限于南泉一点造成了不必要的伤亡。此外，重庆主城被纵火，这在解放军攻打特大城市的历史上是唯一一次城市基本全部被毁的失败，这场火灾也使得重庆工业、商业瘫痪，在几十年时间内失去了和北京、上海、武汉、广州一样的中心城市地位，影响深远。加之关押在中美合作所的政治犯没有及时被营救以至于大部分被处决，都被认为是这场战役解放军一方战斗指挥不完美之处。然而另一方面来讲，重庆地形复杂，渝中半岛三面临江，一面有佛图关天险，整体地形又天然呈碉堡状，自古易守难攻。炮兵、重步兵数量的优势几乎无从发挥，加之作战初期即制订目标，要求像解放北京、上海乃至武汉一样解放重庆，避免市区工商业设施被毁，导致处处进攻过度小心谨慎，造成解放军久攻不下。